# Copa do Brasil de Futebol Sub-20 de 2015
A Copa do Brasil de Futebol Sub-20 de 2015 foi a 4ª edição desta competição de futebol organizada pela Confederação Brasileira de Futebol (CBF), a competição ocorreu entre 22 de setembro e 3 de dezembro de 2015, e os jogos foram transmitidos pelos canais de televisão por assinatura SporTV e ESPN Brasil.
A competição visa valorizar o trabalho realizado pelos clubes em suas categorias de base, colaborando para o surgimento de novos atletas para o futebol brasileiro, atendendo o escopo do Estatuto do Torcedor ao fomentar o futebol.
A competição foi disputada por trinta e duas equipes, compostas pelas vinte do Campeonato Brasileiro de 2014; as 11 melhores colocadas do Campeonato Brasileiro da Série B de 2014 e a vencedora da Copa Norte de Futebol Sub-20 de 2015, torneio seletivo da Região Norte.
O São Paulo conquistou o título da competição ao derrotar o Atlético Paranaense na final. Na decisão, o clube paulista venceu ambos os jogos por 2–0 e se sagrou campeão. Além do título, o São Paulo conquistou a vaga para a Copa Libertadores da América Sub-20 de 2016.

## Regulamento
A Copa do Brasil de Futebol Sub-20 é uma competição nacional organizada pela Confederação Brasileira de Futebol e disputada por jogadores com idade limite de 20 anos, cujo objetivo é valorizar o trabalho realizado pelos clubes nas categorias de bases e colaborar com o surgimento de novos atletas.
Disputada em cinco fases distintas; os clubes participantes se enfrentaram em confrontos eliminatórios, classificando-se para a próxima fase aquele com o melhor desempenho no confronto. Em cada fase, o número de participantes é diminuído pela metade até a final, quando os dois clubes sobreviventes disputaram o título. Na primeira fase, caso o visitante triunfasse na primeira partida por dois ou mais gols de diferenças, este classificou-se automaticamente para a fase seguinte sem a necessidade de disputar o jogo de volta em seu domínio. Os mandos de campos na primeira e segunda fase foram determinadas pelo Ranking da CBF. Nas demais fases, um sorteio determinou qual equipe faria o jogo de volta em seu domínio.
Em casos de igualdades, o primeiro critério de desempate foi o saldo de gol, seguido pelo gol qualificado como visitante e por fim, as disputas por pênaltis. Com exceção a final, quando a regra do gol qualificado não foi válida.

## Participantes
A competição foi composta por trinta e duas equipes, compostas pelas vinte do Campeonato Brasileiro de 2014, as 11 melhores colocadas do Campeonato Brasileiro da Série B de 2014 e a vencedora da Copa Norte de Futebol Sub-20 de 2015.

## Primeira fase
| Equipe 1            | Total    | Equipe 2            | 1.º jogo | 2.º jogo |
| ------------------- | -------- | ------------------- | -------- | -------- |
| América Mineiro     | 0–3      | São Paulo           | 0–0      | 0–3      |
| Ponte Preta         | 1–3      | Botafogo            | 1–0      | 0–3      |
| Santa Cruz          | 0–5      | Bahia               | 0–0      | 0–5      |
| Ceará               | 0–3      | Goiás               | 0–1      | 0–2      |
| Joinville           | 2–1      | Grêmio              | 2–0      | 0–1      |
| Coritiba            | 3–1      | Corinthians         | 2–1      | 1–0      |
| Fast Clube          | 2–4      | Cruzeiro            | 2–4      | N/A      |
| Avaí                | 1–3      | Flamengo            | 1–3      | N/A      |
| Figueirense         | 5–3      | Palmeiras           | 3–0      | 2–3      |
| Paraná              | 2–5      | Fluminense          | 2–2      | 0–3      |
| Sampaio Corrêa      | 0–3      | Vitória             | 0–1      | 0–2      |
| Sport               | 3–3 (gf) | Atlético Mineiro    | 2–2      | 1–1      |
| Chapecoense         | 1–2      | Internacional       | 1–0      | 0–2      |
| Luverdense          | 4–3      | Santos              | 3–2      | 1–1      |
| Criciúma            | 2–3      | Atlético Paranaense | 1–1      | 1–2      |
| Atlético Goianiense | 1–5      | Vasco da Gama       | 1–1      | 0–4      |

## Fase final
Em itálico, os times que possuem o mando de campo no primeiro jogo do confronto. 
  Em negrito, os clubes classificados
|  | Oitavas de final    | Oitavas de final    | Oitavas de final | Oitavas de final |   |                | Quartas de final | Quartas de final | Quartas de final | Quartas de final |  |                  | Semifinais       | Semifinais       | Semifinais       | Semifinais       |           |   | Final               | Final               | Final               | Final               |
|  | 6-15 de outubro     | 6-15 de outubro     | 6-15 de outubro  | 6-15 de outubro  |   |                | 20-29 de outubro | 20-29 de outubro | 20-29 de outubro | 20-29 de outubro |  |                  | 3-11 de novembro | 3-11 de novembro | 3-11 de novembro | 3-11 de novembro |           |   | 19 e 24 de novembro | 19 e 24 de novembro | 19 e 24 de novembro | 19 e 24 de novembro |
|  |                     |                     |                  |                  |   |                |                  |                  |                  |                  |  |                  |                  |                  |                  |                  |           |   |                     |                     |                     |                     |
|  | São Paulo           | 3                   | 4                | 7                |   |                |                  |                  |                  |                  |  |                  |                  |                  |                  |                  |           |   |                     |                     |                     |                     |
|  | Botafogo            | 3                   | 2                | 5                |   |                |                  |                  |                  |                  |  |                  |                  |                  |                  |                  |           |   |                     |                     |                     |                     |
|  | Botafogo            | 3                   | 2                | 5                |   | São Paulo      | 2                | 1                | 3                |                  |  |                  |                  |                  |                  |                  |           |   |                     |                     |                     |                     |
|  |                     |                     |                  |                  |   | São Paulo      | 2                | 1                | 3                |                  |  |                  |                  |                  |                  |                  |           |   |                     |                     |                     |                     |
|  |                     | Goiás               | 0                | 1                | 1 |                |                  |                  |                  |                  |  |                  |                  |                  |                  |                  |           |   |                     |                     |                     |                     |
|  | Bahia               | Goiás               | 0                | 1                | 1 | 1              | 0                | 1                |                  |                  |  |                  |                  |                  |                  |                  |           |   |                     |                     |                     |                     |
|  | Bahia               |                     |                  |                  |   | 1              | 0                | 1                |                  |                  |  |                  |                  |                  |                  |                  |           |   |                     |                     |                     |                     |
|  | Goiás               | 1                   | 1                | 2                |   |                |                  |                  |                  |                  |  |                  |                  |                  |                  |                  |           |   |                     |                     |                     |                     |
|  | Goiás               | 1                   | 1                | 2                |   |                |                  |                  |                  |                  |  | São Paulo        | 1                | 3                | 4                |                  |           |   |                     |                     |                     |                     |
|  |                     |                     |                  |                  |   |                |                  |                  |                  |                  |  | São Paulo        | 1                | 3                | 4                |                  |           |   |                     |                     |                     |                     |
|  |                     | Joinville           | 0                | 2                | 2 |                |                  |                  |                  |                  |  |                  |                  |                  |                  |                  |           |   |                     |                     |                     |                     |
|  | Joinville           | Joinville           | 0                | 2                | 2 | 1              | 0                | 1                |                  |                  |  |                  |                  |                  |                  |                  |           |   |                     |                     |                     |                     |
|  | Joinville           |                     |                  |                  |   | 1              | 0                | 1                |                  |                  |  |                  |                  |                  |                  |                  |           |   |                     |                     |                     |                     |
|  | Coritiba            | 0                   | 0                | 0                |   |                |                  |                  |                  |                  |  |                  |                  |                  |                  |                  |           |   |                     |                     |                     |                     |
|  | Coritiba            | 0                   | 0                | 0                |   | Joinville (gf) | 2                | 1                | 3                |                  |  |                  |                  |                  |                  |                  |           |   |                     |                     |                     |                     |
|  |                     |                     |                  |                  |   | Joinville (gf) | 2                | 1                | 3                |                  |  |                  |                  |                  |                  |                  |           |   |                     |                     |                     |                     |
|  |                     | Flamengo            | 2                | 1                | 3 |                |                  |                  |                  |                  |  |                  |                  |                  |                  |                  |           |   |                     |                     |                     |                     |
|  | Cruzeiro            | Flamengo            | 2                | 1                | 3 | 0              | 3                | 3                |                  |                  |  |                  |                  |                  |                  |                  |           |   |                     |                     |                     |                     |
|  | Cruzeiro            |                     |                  |                  |   | 0              | 3                | 3                |                  |                  |  |                  |                  |                  |                  |                  |           |   |                     |                     |                     |                     |
|  | Flamengo (gf)       | 2                   | 1                | 3                |   |                |                  |                  |                  |                  |  |                  |                  |                  |                  |                  |           |   |                     |                     |                     |                     |
|  | Flamengo (gf)       | 2                   | 1                | 3                |   |                |                  |                  |                  |                  |  |                  |                  |                  |                  |                  | São Paulo | 2 | 2                   | 4                   |                     |                     |
|  |                     |                     |                  |                  |   |                |                  |                  |                  |                  |  |                  |                  |                  |                  |                  |           | 2 | 2                   | 4                   |                     |                     |
|  |                     | Atlético Paranaense | 0                | 0                | 0 |                |                  |                  |                  |                  |  |                  |                  |                  |                  |                  |           |   |                     |                     |                     |                     |
|  | Figueirense (pen)   | Atlético Paranaense | 0                | 0                | 0 | 1              | 2                | 3 (3)            |                  |                  |  |                  |                  |                  |                  |                  |           |   |                     |                     |                     |                     |
|  | Figueirense (pen)   |                     |                  |                  |   | 1              | 2                | 3 (3)            |                  |                  |  |                  |                  |                  |                  |                  |           |   |                     |                     |                     |                     |
|  | Fluminense          | 2                   | 1                | 3 (0)            |   |                |                  |                  |                  |                  |  |                  |                  |                  |                  |                  |           |   |                     |                     |                     |                     |
|  | Fluminense          | 2                   | 1                | 3 (0)            |   | Figueirense    | 1                | 0                | 1                |                  |  |                  |                  |                  |                  |                  |           |   |                     |                     |                     |                     |
|  |                     |                     |                  |                  |   | Figueirense    | 1                | 0                | 1                |                  |  |                  |                  |                  |                  |                  |           |   |                     |                     |                     |                     |
|  |                     | Atlético Mineiro    | 1                | 2                | 3 |                |                  |                  |                  |                  |  |                  |                  |                  |                  |                  |           |   |                     |                     |                     |                     |
|  | Vitória             | Atlético Mineiro    | 1                | 2                | 3 | 0              | 0                | 0                |                  |                  |  |                  |                  |                  |                  |                  |           |   |                     |                     |                     |                     |
|  | Vitória             |                     |                  |                  |   | 0              | 0                | 0                |                  |                  |  |                  |                  |                  |                  |                  |           |   |                     |                     |                     |                     |
|  | Atlético Mineiro    | 1                   | 1                | 2                |   |                |                  |                  |                  |                  |  |                  |                  |                  |                  |                  |           |   |                     |                     |                     |                     |
|  | Atlético Mineiro    | 1                   | 1                | 2                |   |                |                  |                  |                  |                  |  | Atlético Mineiro | 0                | 1                | 1                |                  |           |   |                     |                     |                     |                     |
|  |                     |                     |                  |                  |   |                |                  |                  |                  |                  |  | Atlético Mineiro | 0                | 1                | 1                |                  |           |   |                     |                     |                     |                     |
|  |                     | Atlético Paranaense | 1                | 3                | 4 |                |                  |                  |                  |                  |  |                  |                  |                  |                  |                  |           |   |                     |                     |                     |                     |
|  | Internacional       | Atlético Paranaense | 1                | 3                | 4 | 2              | 1                | 3                |                  |                  |  |                  |                  |                  |                  |                  |           |   |                     |                     |                     |                     |
|  | Internacional       |                     |                  |                  |   | 2              | 1                | 3                |                  |                  |  |                  |                  |                  |                  |                  |           |   |                     |                     |                     |                     |
|  | Luverdense          | 2                   | 2                | 4                |   |                |                  |                  |                  |                  |  |                  |                  |                  |                  |                  |           |   |                     |                     |                     |                     |
|  | Luverdense          | 2                   | 2                | 4                |   | Luverdense     | 0                | 2                | 2                |                  |  |                  |                  |                  |                  |                  |           |   |                     |                     |                     |                     |
|  |                     |                     |                  |                  |   | Luverdense     | 0                | 2                | 2                |                  |  |                  |                  |                  |                  |                  |           |   |                     |                     |                     |                     |
|  |                     | Atlético Paranaense | 2                | 3                | 5 |                |                  |                  |                  |                  |  |                  |                  |                  |                  |                  |           |   |                     |                     |                     |                     |
|  | Atlético Paranaense | Atlético Paranaense | 2                | 3                | 5 | 2              | 2                | 4                |                  |                  |  |                  |                  |                  |                  |                  |           |   |                     |                     |                     |                     |
|  | Atlético Paranaense |                     |                  |                  |   | 2              | 2                | 4                |                  |                  |  |                  |                  |                  |                  |                  |           |   |                     |                     |                     |                     |
|  | Vasco da Gama       | 1                   | 0                | 1                |   |                |                  |                  |                  |                  |  |                  |                  |                  |                  |                  |           |   |                     |                     |                     |                     |

## Artilharia
Atualizado em 11 de novembro de 2015 às 18:00h
| Gols | Jogador        | Time                |
| ---- | -------------- | ------------------- |
| 6    | David Neres    | São Paulo           |
| 6    | Joanderson     | São Paulo           |
| 5    | Bruno Rafael   | Atlético Paranaense |
| 5    | Pedro          | Fluminense          |
| 3    | Adriano        | Joinville           |
| 3    | Cabezas        | Atlético Paranaense |
| 3    | Carlos         | Luverdense          |
| 3    | Edson          | Goiás               |
| 3    | Márcio         | Internacional       |
| 3    | Renan          | Atlético Paranaense |
| 3    | Rique          | São Paulo           |
| 3    | Thiago         | Flamengo            |
| 2    | Alaor          | Luverdense          |
| 2    | Alex Sandro    | Cruzeiro            |
| 2    | Daniel         | Figueirense         |
| 2    | Dominic        | Atlético Paranaense |
| 2    | Douglas Baggio | Flamengo            |
| 2    | João Victor    | Atlético Mineiro    |
| 2    | Lucas          | Botafogo            |
| 2    | Luiz Eduardo   | Cruzeiro            |
| 2    | Otacílio       | Flamengo            |
| 2    | Rafael         | Luverdense          |
| 2    | Rodrigo        | Bahia               |
| 1    | 80 jogadores   | 80 jogadores        |
| GC   | 4 jogadores    | 4 jogadores         |

## Premiação
| Copa do Brasil Sub-20 de 2015 |
| São Paulo                     |
| ----------------------------- |
| São Paulo Campeão (1º título) |